# Teodoro (oficial no Oriente)
Teodoro (em latim: Theodorus) foi um oficial bizantino do começo do século VI, ativo no reinado do imperador Anastácio I (r. 491–518). conde dos assuntos militares ou tribuno militar, fez parte do exército sob Patrício e Hipácio que sitiou Amida no verão de 503. Ele e Farasmanes emboscaram um corpo de 400 persas durante o cerco liderado por Glones. Em 504/5, quando as hostilidades acabaram, foi para Damasco.